# Арндт, Иоганн

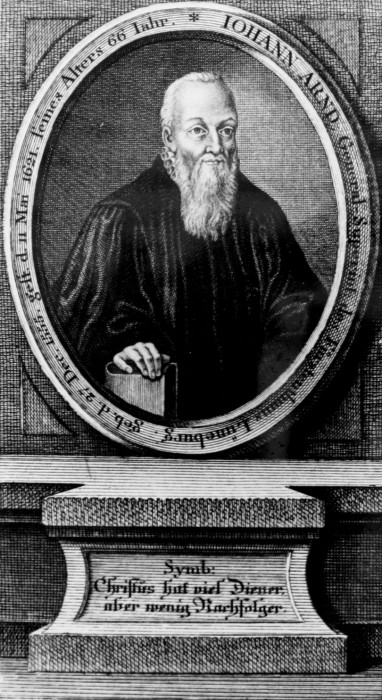
Иоганн Арндт

Иоганн Арндт (нем. Johann Arndt (Arnd), 27 декабря 1555, Балленштедт — 11 мая 1621, Целле) — немецкий лютеранский богослов и религиозный писатель. Изучал труды Бернара Клервоского, Иоганна Таулера, Фомы Кемпийского, анонимную Немецкую теологию (Theologia Deutsch).

## Биография
Родился в семье лютеранского пастора и рано осиротел. Учился (1576—1581) в Хельмштедте, Виттенберге, Страсбурге и Базеле.
С 1583 по 1590 год был пастором в Бадеборне; оставил место, поскольку его взгляды на таинства не совпадали с господствовавшей кальвинистской доктриной. В 1590—1599 годы жил в Кведлинбурге, а затем стал пастором церкви Св. Мартина в Брауншвейге. В 1605 году он опубликовал первую часть труда «Об истинном христианстве» (Vom wahren Christentum), навлекшую на него обвинение в ереси. В 1608 году он был приглашен в Айслебен, где вышли остальные четыре части его книги (1609), а в 1611 году — в Целле, на должность придворного проповедника.
Знамениты произведения Арндта: «Об истинном христианстве» и книга молитв «Сад Эдема» (Paradiesgärtlein). Эти книги были изданы на всех европейских языках, они отличаются ясным народным, поэтическим языком. В идее истинного христианства, по Арндту, сливаются вера и жизнь, оправдание и освящение. В живом единстве она сочетает протестантскую ортодоксию с мистицизмом. Эта концепция оказалась в центре теологических споров его времени. Остальные его произведения менее известны. 
Арндт интересовался также алхимией, естественной историей и медициной.
Как отмечают: "Послание Арндта об активной вере оказало большое влияние на развитие пиетистского движения. Не в последнюю очередь это связано с тем, что «Истинное христианство» оставалось бестселлером на протяжении 1800-х годов! Немцы, датчане, норвежцы и шведы из крестьянского сословия в те века часто имели очень мало книг, но книга Арндта была основной во многих домах. Для ковенантеров примечательно, что Пауль Петер Вальденстрем (Paul Petter Waldenström) упоминал об истинном христианстве как о том, что оно сыграло важную роль в его собственном обращении".